# Louis Legendre
Louis Legendre (22 de mayo de 1752-13 de diciembre de 1797) fue un político francés del período de la Revolución Francesa.

## Primeras actividades
Nacido en Versalles, al comienzo de la Revolución de 1789 regentaba una carnicería en Saint Germain (París). Era un ardiente partidario de las ideas de la Revolución y fue uno de los líderes de la Toma de la Bastilla. Amigo cercano de Georges Danton, Legendre fue miembro del Club de los Jacobinos, y uno de los fundadores del Club de los Cordeliers. Pese a sus problemas de dicción y a su falta de educación, se convirtió en un orador destacado.
Estuvo presente entre la multitud que exigía la retirada de Luis XVI en el Campo de Marte (julio de 1791), y durante la posterior masacre ordenada por Jean Sylvain Bailly. Louis Legendre también participó en el asalto al Palacio de las Tullerías en la jornada del 10 de agosto de 1792.

## Convención y Terror
Adjunto del  departamento del Sena a la Convención Nacional, se unió al grupo independiente dirigido por Jean-Paul Marat, votando a favor de la ejecución de Luis XVI. Fue enviado en misiones a Lyon (en febrero de 1793, antes de que el pueblo se rebelase) y al Sena Marítimo (de agosto a octubre de 1793). A su regreso de Lyon, fue identificado como un moderado por los jacobinos, pero se convirtió en un adversario de los girondinos después de sus enfrentamientos con Jean-Denis Lanjuinais como miembro del Comité de Seguridad General durante el Terror, lo que contribuyó a la caída del grupo. Fue excluido por los Cordeliers (también denominados "franciscanos") después de que Jacques Hébert le acusó de favorecer a Maximilien Robespierre.
Con Louis Louchet y Jean-François Delacroix, fue de nuevo en misión a Rouen. A continuación, Hébert le acusó de apoyar a los realistas. Legendre también apoyó a Danton a principios de marzo de 1794, pero al final se puso del lado de Robespierre después de que éste le amenazase con la guillotina.

## Reacción y Directorio
A partir de ese momento y hasta julio, permaneció inactivo. El 27 de julio, se inicia la Reacción de Termidor, después de que Legendre hubiera desafiado en una intervención a Jacques Alexis Thuriot (uno de los líderes del golpe de Estado), diciéndole: "Hiere mi nombre. A ver qué resulta de todo esto". Como la caída de Robespierre parecía inevitable, Legendre se puso del lado de la reacción, y lideró las tropas contra las intentonas de los jacobinos y de Charles Pichegru (1795) por hacerse con el poder.
Fue elegido presidente de la Convención, y ayudó a llevar a cabo el proceso a Jean-Baptiste Carrier, autor de ejecuciones masivas de simpatizantes realistas por ahogamiento en Nantes. Posteriormente fue elegido miembro del Consejo de Ancianos. Durante el Directorio, Legendre fue elegido miembro del Consejo de los Quinientos, aunque ya estaba sufriendo el proceso de demencia que le afectaría hasta el final de su vida.

## Identidad errónea
Durante dos siglos, hasta el descubrimiento del error en 2008, multitud de libros y artículos han incluido incorrectamente el perfil de Louis Legendre que figura en este artículo, atribuyéndoselo al matemático francés Adrien-Marie Legendre (1752-1833 ). El error surgió del hecho de que el boceto fue etiquetado simplemente como "Legendre", y sólo se pudo corregir cuando se descubrió un libro de 1820 que contiene los bocetos de setenta y tres famosos matemáticos franceses.